# Mass damper

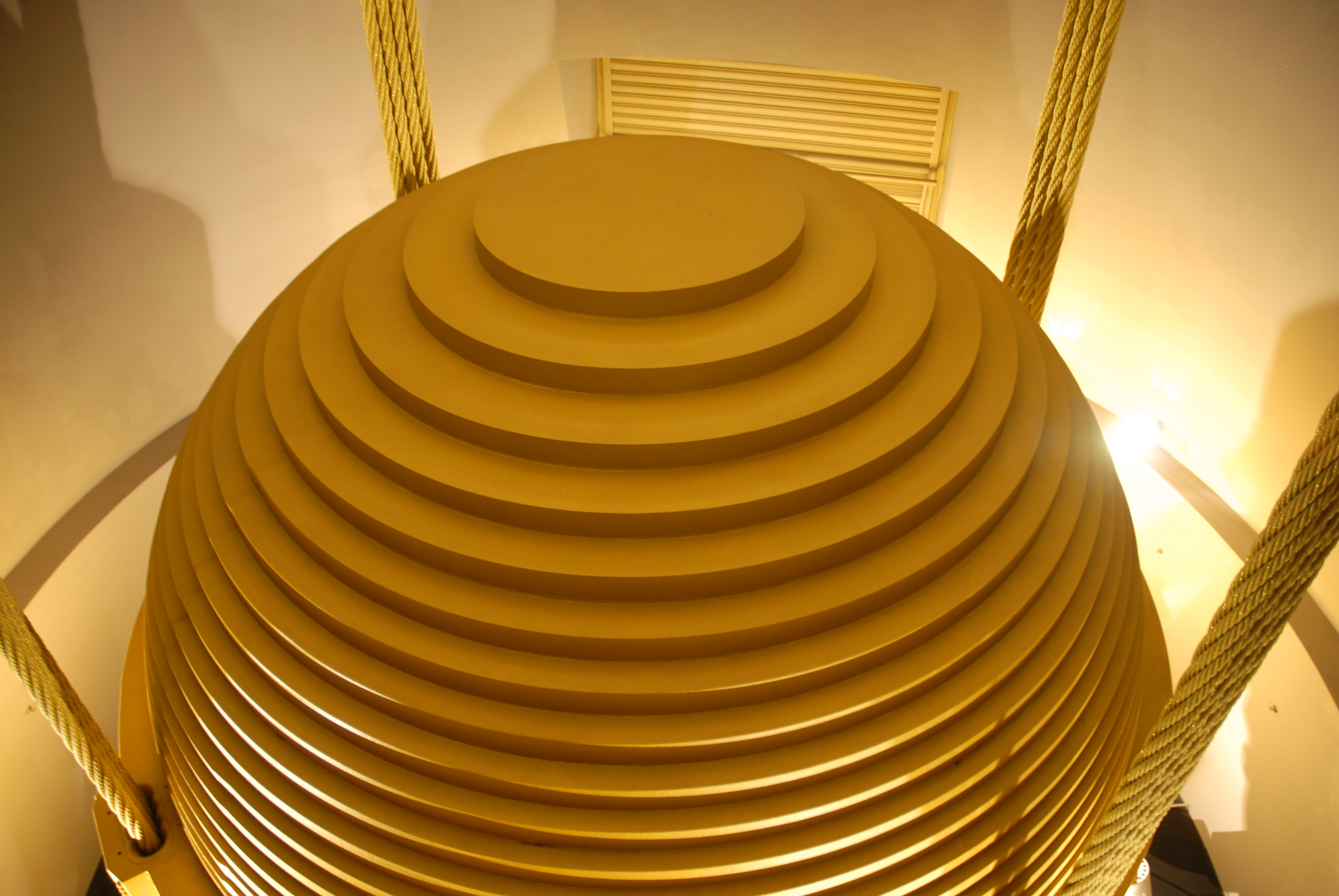
Il più grande tuned mass damper del mondo, installato sul grattacielo Taipei 101.

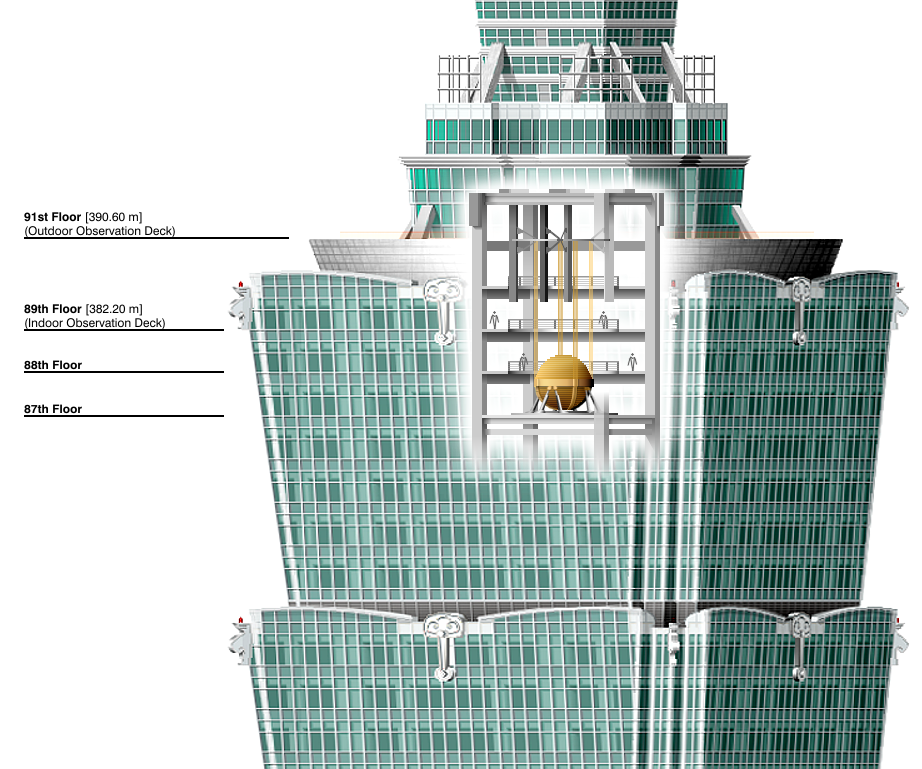
Posizionamento del mass damper sul Taipei 101.

Animazione che mostra il movimento di un grattacielo contrastato da un massdamper. In verde sono rappresentati dei cilindri idraulici.

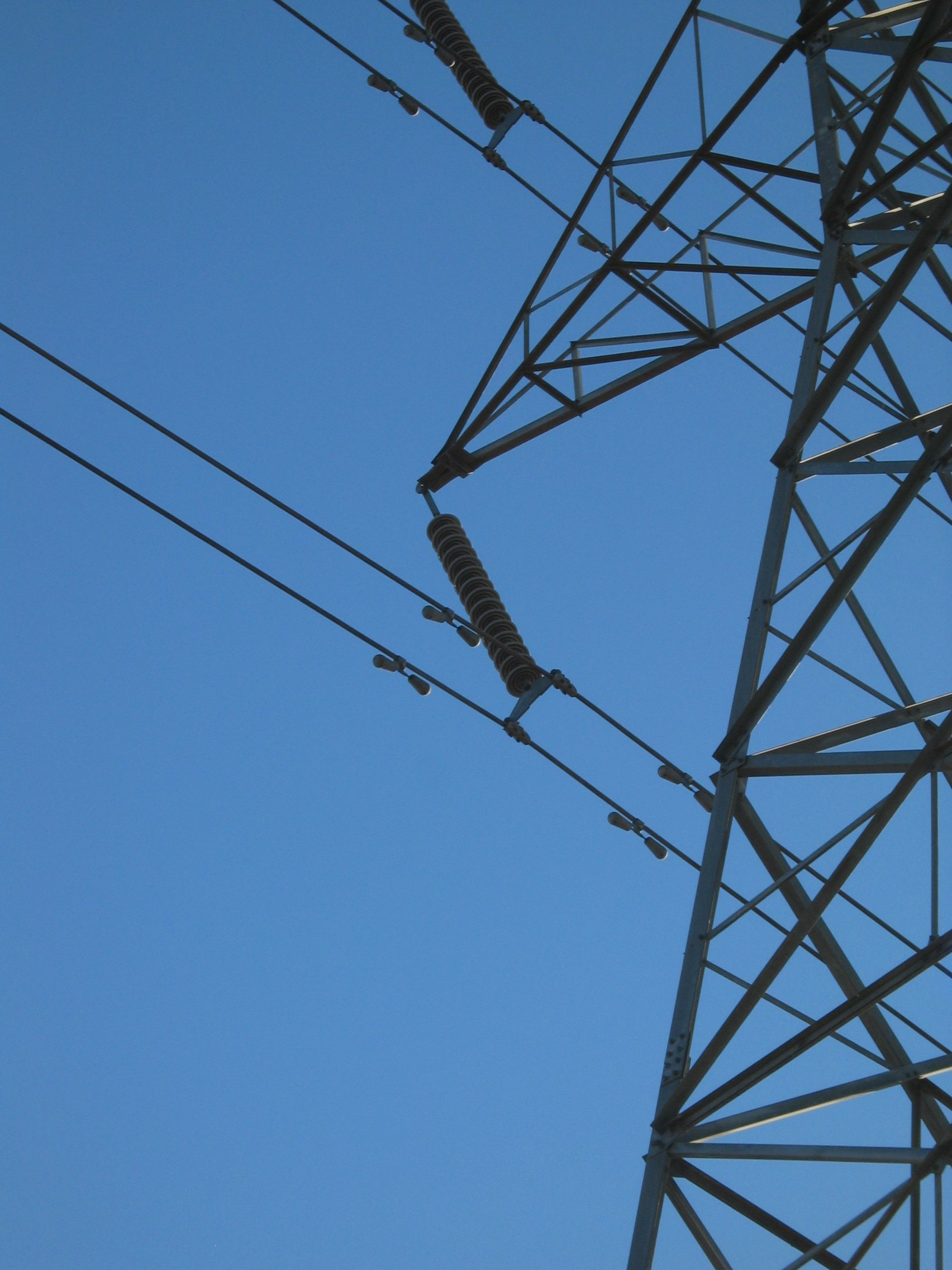
Gli Stockbridge Dampers posizionati sulle linee elettriche ad alta tensione.

Il Mass damper, detto anche tuned mass damper (it.: smorzatore a massa accordata) o assorbitore armonico, è un dispositivo montato su diverse strutture per impedire disagi, danni, e cedimenti strutturali esterni causati dalle vibrazioni. Trovano applicazione in grattacieli o in altre strutture soggette a oscillazioni, e sono costituiti da enormi blocchi di calcestruzzo sospesi per mezzo di molle, liquidi o pendoli.
Anche le linee elettriche ad alta tensione hanno talvolta piccoli “Stockbridge damper” che pendono dai cavi.
Piccoli dispositivi che lavorano sugli stessi principi sono stati utilizzati come ammortizzatori per assorbire i forti rimbalzi sulle ruote posteriori dell'autovettura Citroën 2CV.
Le basi dell'invenzione del tuned mass damper sono dall'ingegnere navale tedesco Herman Frahm che nel 1901 grazie alle sue ricerche sulle vibrazioni nelle macchine e nelle linee d'assi ha inventato diversi dispositivi di misurazione, tra cui un frequenzimetro e il tachimetro a vibrazione.

## Fonti di vibrazioni e risonanze
Una vibrazione indesiderata può essere causata dalle forze ambientali che agiscono su una struttura, quali il vento o il terremoto, o da una apparentemente innocua causa di vibrazione che può essere distruttiva, sgradevole o semplicemente innocua.

### Terremoti
Le onde sismiche causate dai terremoti fanno oscillare e ondeggiare i grattacieli in diversi modi, a seconda della frequenza, del tipo di movimento del suolo (moto sussultorio od ondulatorio) e dell'altezza e tipo di costruzione dell'edificio. L'attività sismica, oltre a causare oscillazioni nella costruzione, può portare a un cedimento strutturale parziale o totale.

### Vento
La forza del vento contro gli alti edifici può indurre la parte superiore dei grattacieli a muoversi anche più di un metro. Questo movimento può essere sotto forma di ondeggiamento sussultorio, e può causare uno spostamento nei piani superiori di qualche edificio. Determinate proprietà angolari e aerodinamiche nel vento contro una costruzione possono accentuare il movimento e causare difficoltà a muoversi nelle persone.

### Fonti umane e meccaniche
La massa di persone che percorrono su e giù una rampa di scale velocemente, o un grande numero di gente che cammina all'unisono, può causare seri problemi in strutture ampie come gli stadi se tali strutture difettano di misuratori assorbenti. Le vibrazioni causate da pesanti macchine industriali, dai generatori e dai motori diesel pongono anch'esse problemi all'integrità strutturale, specialmente se posizionate su una struttura d'acciaio o sul pavimento. Grandi navi da crociera possono impiegare i tuned mass dampers per isolare la struttura del vascello dalla vibrazione causata dal motore.

## Come funzionano
I mass dampers stabilizzano la struttura nella quale sono montati contro movimenti violenti causati dalle vibrazioni armoniche. La presenza di un mass damper concede l'inerzia di una grande massa equilibrata bilanciata da un blocco strutturale comparativamente leggero, come un blocco di cemento pesante piazzato in maniera tale che i movimenti del blocco in un senso, comparati al movimento della struttura nell'altro, possano ammortizzare (il cosiddetto damping) l'oscillazione della struttura. Il contrappeso può essere montato usando le bobine voluminose della molla e gli ammortizzatori idraulici. Se l'asse della vibrazione è fondamentalmente orizzontale o di torsione, sono impiegati molle a lamelle e pendoli montati sui pesi. I tuned mass dampers sono costruiti, o "sintonizzati" specificamente per ricambiare le frequenze nocive delle oscillazioni o vibrazioni.

### Maggiori dettagli sul loro funzionamento

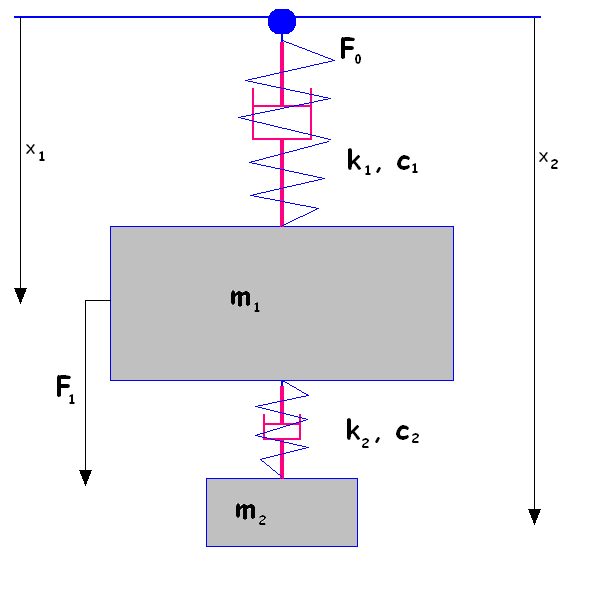
Schema semplificato di un mass damper.

Il sistema può essere schematizzato con due masse, m1 schematizza la massa dell'oggetto su cui si vuole ottenere l'effetto ammortizzante. La massa m2 rappresenta lo smorzatore (mass damper) ed è collegata ad m1 con un sistema sospensivo.
Le sollecitazioni provenienti dal basamento si trasmettono alla massa m1 inducendo una vibrazione. Il movimento indotto su m1 si trasmette anche al mass damper. È possibile dimostrare che esiste una frequenza della sollecitazione F0 per la quale le vibrazioni su m1 sono fortemente attenuate.
Ciò accade perché la massa m2 trasmette ad m1 una forza uguale ed opposta a quella trasmessa dalle vibrazioni provenienti dal basamento.
Questo sistema consiste di una massa principale m1, ad esempio una ruota e un braccio di sospensione, con una molla e smorzatore k1/c1. La forza a terra è F0. Una forza variabile F1 è applicata a m1. Il sistema viene modificato aggiungendo un sistema massa/molla/smorzatore m2, k2 e c2.
Una grandezza importante per il sistema è la frequenza della forza applicata a terra, F0, come risultante della forzante F1.

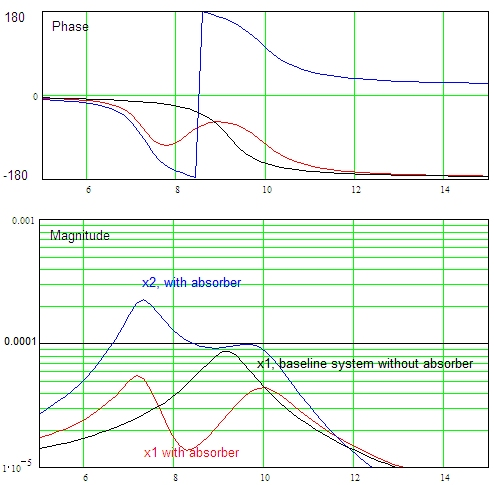
Un diagramma di Bode degli spostamenti nel sistema con (rosso) e senza (blu) il 10% della massa regolata.

Il diagramma di Bode è più complesso, e mostra la fase e l'ampiezza del moto di ogni massa, per i due casi, relativamente alla forzante F1.
La linea nera indica il sistema di base, e mostra solo il moto di m1. La linea blu indica il moto di m2 in presenza dell'assorbitore dinamico. Questa va in risonanza prima, in fase con m1, ma con un'ampiezza maggiore. In questo modo una parte dell'energia che avrebbe dovuto far vibrare il corpo (attraverso F0) è assorbito nell'elemento smorzatore. All'aumentare della frequenza, m2 inizia ad allontanarsi dalla fase di m1, finché attorno a 9.5 Hz oscilla in controfase con m1, fornendo la massima energia allo smorzatore.

## Esempi di grattacieli e strutture con i tuned mass dampers
- La Torre della Televisione (Fernsehturm) a Berlino – lo smorzatore inerziale accordato è posto sulla sommità.
- Nel Burj al-Arab a Dubai – sono installati undici smorzatori inerziali accordati.
- Il Dublin Spire a Dublino, Irlanda. Questa struttura stretta e slanciata prevede uno smorzatore inerziale per ridurre le oscillazioni durante le tempeste di vento.
- Il Citigroup Center di New York, progettato da William LeMessurier e completato nel 1977, fu uno dei primi grattacieli a usare un tuned mass damper per ridurre le oscillazioni.
- Il 432 Park Avenue di New York il più alto grattacielo residenziale del mondo e, considerando i tetti, il più alto della città. La sua forma lo rende anche il più slanciato al mondo.
- Il John Hancock Tower a Boston ha aggiunto un tuned mass damper dopo la sua costruzione.
- Il grattacielo Taipei 101 a Taiwan – contiene il più grande tuned mass damper del mondo.
- Il London Millennium Bridge – soprannominato dagli inglesi “The Wobbly Bridge” (ponte ballerino) ...
- Il Park Tower a Chicago è il primo edificio degli Stati Uniti ad essere progettato con un tuned mass damper collocato esternamente.[6]
- Il Trump World Tower a New York
- Il One Wall Centre di Vancouver impiega ammortizzatori sintonizzati liquidi a colonna, creando così una forma unica dei tuned mass dampers.
- La Random House Tower a New York
- I ponti Bally’s-Bellagio e Bally's-Caesar's & Treasure Island-Venetian Pedestrian a Las Vegas
- Sakhalin-I – una piattaforma perforatrice in mare aperto[7]
- La Bloomberg Tower situata al 731 Lexington di New York[8]
- La Yokohama Landmark Tower a Yokohama, in Giappone
- La One Rincon Hill South Tower è il primo edificio degli Stati Uniti ad avere il tuner mass damper liquido.

## Mass damper nelle turbine eoliche
Nelle turbine eoliche i mass damper vengono tipicamente impiegati per ridurre l'effetto della rotazione delle pale eoliche sulla struttura portante. La massa ausiliaria viene dimensionata in modo da oscillare con uno spostamento di fase rispetto al moto della struttura indotto dalla rotazione delle pale eoliche. In questo modo è possibile ricorrere a strutture portanti più leggere e, allo stesso tempo, garantire una minore sollecitazione nel tempo.

## Mass damper nelle autovetture
Un tipo di mass damper dalle dimensioni ridotte, detti anche harmonic balancer, sono a volte usati nelle autovetture. Come esempio si ha la 2CV che ne utilizzava 4, rispettivamente uno per ruota, altro esempio è la Pontiac Firebird che ne utilizzava due, per stabilizzare l'avantreno.

### Mass damper nell'automobilismo

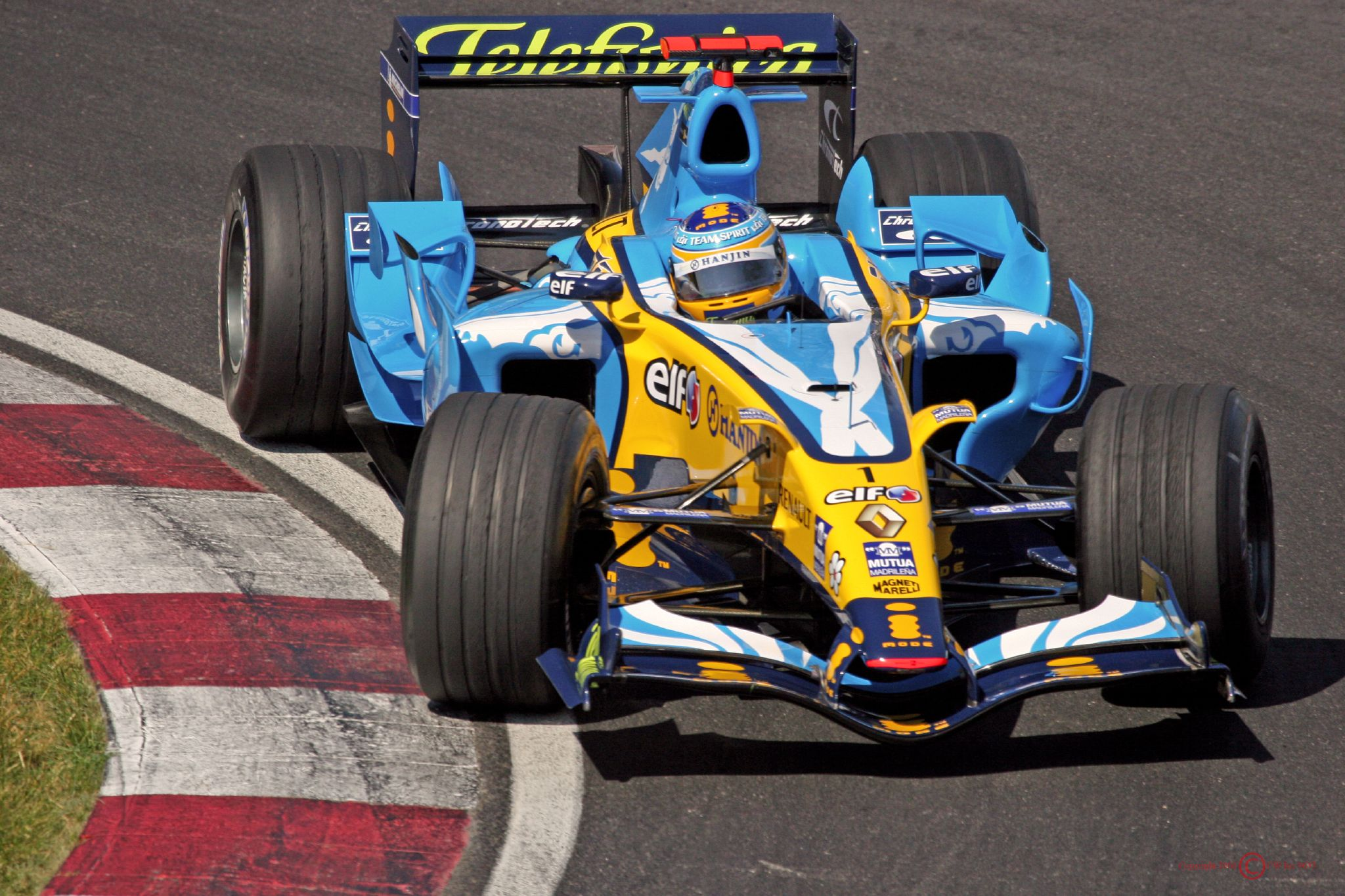
La Renault R26 (2006)

Il mass damper venne introdotto come parte del sistema delle sospensioni dalla Renault per sua vettura di Formula 1, la R25, nel finale della stagione 2005 dal Gran Premio del Brasile in avanti. In un primo momento venne considerato legittimo, tanto da venire mantenuto dalla casa francese sulla successiva monoposto R26 per la stagione 2006, e usato anche da altre squadre, fino al Gran Premio di Germania. Tecnicamente questi dispositivi erano composti da un peso oscillante tra i 9 e i 15 kg, fissato con una molla e posizionato all'interno del musetto, e risultavano particolarmente efficaci per stabilizzare il muso della vettura in curva, che così non beccheggiava passando sui cordoli o su leggere asperità; questo permetteva di mantenere stabile il flusso aerodinamico che investiva il resto della vettura, che risultava così molto più guidabile.
Secondo il regolamento, però, ogni dispositivo che abbia una qualunque influenza sull'aerodinamica della vettura deve restare fisso e non avere gradi di libertà:
Questa regola era originariamente intesa a vietare gli alettoni mobili, ma poiché non parla esplicitamente di appendici aerodinamiche e la Renault stessa ha più volte parlato di benefici aerodinamici, è stata interpretata dalla Federazione a sfavore del mass damper.
Dopo differenti interpretazioni tra commissari di gare diverse e tra commissari e FIA, quest'ultima infine presentò reclamo contro il sistema. Due settimane più tardi, la Corte d'Appello Internazionale della FIA dichiarò illegale il mass damper. Nonostante il divieto la Renault vinse comunque entrambi i titoli piloti e costruttori al termine della stagione 2006.